# Nina Beatriz Stocco Ranieri
Nina Beatriz Stocco Ranieri é uma acadêmica, advogada e jurista brasileira. É Professora Titular do Departamento de Direito do Estado e Presidente da Comissão de Graduação da Faculdade de Direito da Universidade de São Paulo (FD/USP). É Coordenadora da Cátedra UNESCO de Direito à Educação.. Integra o Conselho Deliberativo e o grupo de pesquisadores permanentes do Núcleo de Pesquisa de Políticas Públicas (NUPPs) desde 2010, onde foi Vice-Coordenadora (2016-2017). Dentro outros, é membro do Conselho Deliberativo da Biblioteca Brasiliana Guida e José Mindlin desde 2013 e da The International Journal of Educational Reform -IJER (Ohio, EUA). 

## Formação Acadêmica
Bacharel em Direito pela Faculdade de Direito da Pontifícia Universidade Católica de São Paulo.
Mestre em Direito Constitucional pela Faculdade de Direito da Pontifícia Universidade Católica de São Paulo, sob a orientação do Professor Celso Ribeiro Bastos.
Doutora em Direito do Estado pela Faculdade de Direito da Universidade de São Paulo, sob a orientação do Professor Titular Dalmo de Abreu Dallari.
Livre-docente em Direito do Estado Faculdade de Direito da Universidade de São Paulo.
Professora Titular de Teoria Geral do Estado da Faculdade de Direito da Universidade de São Paulo, mediante concurso de provas e títulos, em 2025.

## Vida Profissional
Foi membro do Conselho Estadual de Educação de São Paulo (mandatos de 2007 a 2015) onde exerceu as funções de Vice-Presidente (2010/2011; 2011/2012), Presidente Comissão de Legislação e Normas (2014/2015) e Vice-Presidente Câmara de Educação Superior (2007/2008; 2008/2009; 2009/2010).
Na Universidade de São Paulo, onde leciona, exerceu as funções de Procuradora (1985/2010) e Secretária Geral (2003/2005). Na citada Universidade, é a responsável pela coordenação da Cátedra UNESCO de Direito à Educação, que foi criada por sua iniciativa e seus entendimentos com o Doutor Kishore Singh, responsável na Unesco pelo Direito à Educação/Educação Básica.. 
É Presidente da Comissão de Gradução, foi Presidente da Comissão de Pesquisa (01/07/2017 a 20/02/2018 e 23/03/2018 a 22/03/2020) e Vice-Coordenadora da Comissão de Cooperação Internacional da Faculdade de Direito da Universidade de São Paulo.
Perante o Governo do Estado de São Paulo, excerceu as funções de Assessora Especial do Governador de São Paulo (2006/2007), Secretária Adjunta da Secretaria Estadual de Ensino Superior (2007 a 2010), Assistente Especial do Governador do Estado de São Paulo (2013/2014).

## Honrarias
Ranieri recebeu a Medalha da Ordem MMDC da Secretaria da Educação do Estado de São Paulo, com o Grau de Oficial, Secretaria da Educação do Estado de São Paulo (2022). 
É também membro da Academia Paulista de Educação, cadeira nº 16.

## Livros publicados
- Teoria do Estado: do estado de direito ao Estado democrático de direito. São Paulo: Ed. Manole, 2013.
- Autonomia universitária: as universidades públicas e a Constituição Federal de 1988 . São Paulo: Editora da Universidade de São Paulo - EDUSP, 1994.
- Reflexões sobre as implicações da legislatura de ensino na vida acadêmica. Brasília: ABMES, 1999.
- Educação Superior, Direito e Estado: na lei de diretrizes e bases - Lei nº 9394/1996. São Paulo: Editora da Universidade de São Paulo - EDUSP, 2000.
- Direito à Educação - Aspectos Constitucionais. São Paulo: Editora da Universidade de São Paulo- EDUSP, 2009.
- Right to Education: Constitucional Aspects. São Paulo: Universidade de São Paulo, 2009.